# San García de Ingelmos
San García de Ingelmos es un municipio de España perteneciente a la provincia de Ávila, en la comunidad autónoma de Castilla y León. Tiene una población de 66 habitantes (INE 2024).

## Geografía
La localidad está situada en un altozano en las primeras elevaciones del sistema Central, a una altitud de 1066 m sobre el nivel del mar.
Por el término municipal pasa el río Navazamplón.
| Noroeste: Mancera de Arriba    | Norte: Blascomillán            | Noreste: Herreros de Suso   |
| Oeste: Cabezas del Villar      |                                | Este: Solana de Rioalmar    |
| Suroeste: Gallegos de Sobrinos | Sur: Mirueña de los Infanzones | Sureste: Solana de Rioalmar |

## Historia
Hacia mediados del siglo XIX, el lugar tenía contabilizada una población de 272 habitantes. Aparece descrito en el octavo volumen del Diccionario geográfico-estadístico-histórico de España y sus posesiones de Ultramar de Pascual Madoz de la siguiente manera:

GARCÍA DE INGELMOS (San): l. con ayunt. de la prov. y dióc. de Avila (7 leg.), part. jud. de Piedrahita (7), aud. terr. de Madrid (21), c. g. de Castilla la Vieja (Valladolid 18): sit. al pie de una sierra titulada del Risco; le combaten con mas frecuencia los vientos N., y su clima frio, es propenso á catarrales. Tiene 40 casas distribuidas en 4 malas calles; 1 fuente de buenas aguas, de las que se utilizan los vec. para sus usos, y 1 igl. parr. (San Fabian y San Sebastian Mártires), servida por un párroco, cuyo curato es de segundo ascenso de presentacion de S. M. en los meses apostólicos, y del ob. en los ordinarios; el cementerio se halla en paraje que no ofende la salud pública. El térm. se estiende 2 leg. de N. á S. é igual dist. de E. á O., y confina con Muñico, Mirueña y la cord. de la sierra del Bisco ya citada; en este térm. brotan varios manantiales de buenas aguas; y se encuentra un chaparral, una deh. y algunos prados naturales, abiertos unos, y otros cerrados. El terreno es pedregoso y de mediana calidad. caminos: los que dirijen a los pueblos limítrofes de herradura y en mal estado. El correo se recibe por propio de la administracion de Avila. prod.: centeno y poco trigo; mantiene ganado lanar y vacuno, y cria caza de liebres y perdices. pobl.: 68 vec., 272 alm. cap. prod.: 561,575. imp.: 22,267 rs. 8 mrs. ind. y fabril 1,750. contr.: 5,904. rs. y 24 mrs.
(Madoz, 1847, p. 308)

## Demografía
San García de Ingelmos cuenta con una población de 66 habitantes (INE 2024).
| Gráfica de evolución demográfica de San García de Ingelmos entre 1842 y 2021                                          |
| |
| Población de derecho según los censos de población del INE. Población de hecho según los censos de población del INE. |

## Patrimonio
En la localidad hay una iglesia bajo la advocación de los mártires San Fabián y San Sebastián.